# Mariakapel (Brunssum)
De Mariakapel is een kapel in Brunssum in de Nederlandse provincie Limburg. De kapel staat in het noordoosten van de plaats aan de Bouwbergstraat. Op ongeveer 50 meter naar het noordoosten ligt de Buitenring Parkstad Limburg.
De kapel is gewijd aan Maria.

## Geschiedenis
In 1953 werd de kapel gebouwd door H. Sons en werd op 27 september 1953 ingezegend door de pastoor.
In 1985 werd de kapel gerestaureerd door F. Cals en buurtbewoners. Op 21 oktober 1985 werd de kapel opnieuw ingezegend door de pastoor.
In de jaren 2010 werd de kapel enkele honderden meters verplaatst vanwege de aanleg van de Buitenring Parkstad Limburg.

## Gebouw
De kapel is een zuilkapel in zijn geheel opgetrokken in kalksteen op een rechthoekig plattegrond en bestaat uit drie delen. Het onderste deel is een basement dat het verst naar voren uitsteekt. Daar bovenop is rechthoekige sokkel gemetseld waarin aan de voorzijde een natuurstenen herinneringsplaat is gemetseld met daarin de tekst:

Gebouwd 1953
H. Sons

Ingezegend 27 september 1953
Pastoor Moonen

Gerestaureerd 1985
F. Cals en buurtbewoners

Ingezegend 21 oktober 1985
Pastoor P. Delahaye

Voor de steen is er een zwart smeedijzeren hekje geplaatst met daarin rode letters de tekst MARIA. Op de sokkel is op een rechthoekig plattegrond een nis gemetseld in gotische vorm. Aan de voorzijde wordt deze nis afgesloten met een smeedijzeren deurtje met glas. Links en rechts van de nis zijn kaarshouders bevestigd. De dorpel is wit geschilderd met op de voorzijde in blauwe letters de tekst AVE MARIA. In de nis staat een Mariabeeldje die de heilige toont in biddende houding met haar handen samengevouwen.
In het plaveisel voor de kapel is met rode stenen een kruis gevormd.